# Saint-Martins fotbollsförbund
Saint-Martins fotbollsförbund, officiellt Comité de football des Îles du Nord, är ett specialidrottsförbund som organiserar fotbollen på den franska delen av ön Saint Martin.
Förbundet grundades 1986 och gick med i Concacaf 2013. Förbundet är inte anslutet till Fifa men använder landskoden MAF i officiella sammanhang.